# Podstatští z Prusinovic
Podstatští z Prusinovic (psáno též Podstatzky) jsou starý moravský šlechtický rod připomínaný v písemných pramenech od 13. století. Vlastnili řadu statků na Přerovsku a Zlínsku, později zastávali i zemské úřady na Moravě. V roce 1627 byli povýšeni do panského stavu a ve dvou liniích obdrželi v letech 1707 a 1744 hraběcí titul. Dědictvím po vymřelém rodu Lichtenstein-Castelcornů uplatnili v roce 1762 nárok na jejich jméno a erb. Rodina Podstatský-Lichtenštejn poté patřila k nejvyšší šlechtě v Rakousku a patřil jí rozsáhlý majetek na Vysočině (Telč) a severní Moravě. Nejdéle se v rodovém majetku udrželo panství Veselíčko, které Podstatským patřilo v letech 1573–1945. Panské linii Podstatský-Thonsern patří od roku 1778 zámek Litenčice na Kroměřížsku.

## Dějiny rodu

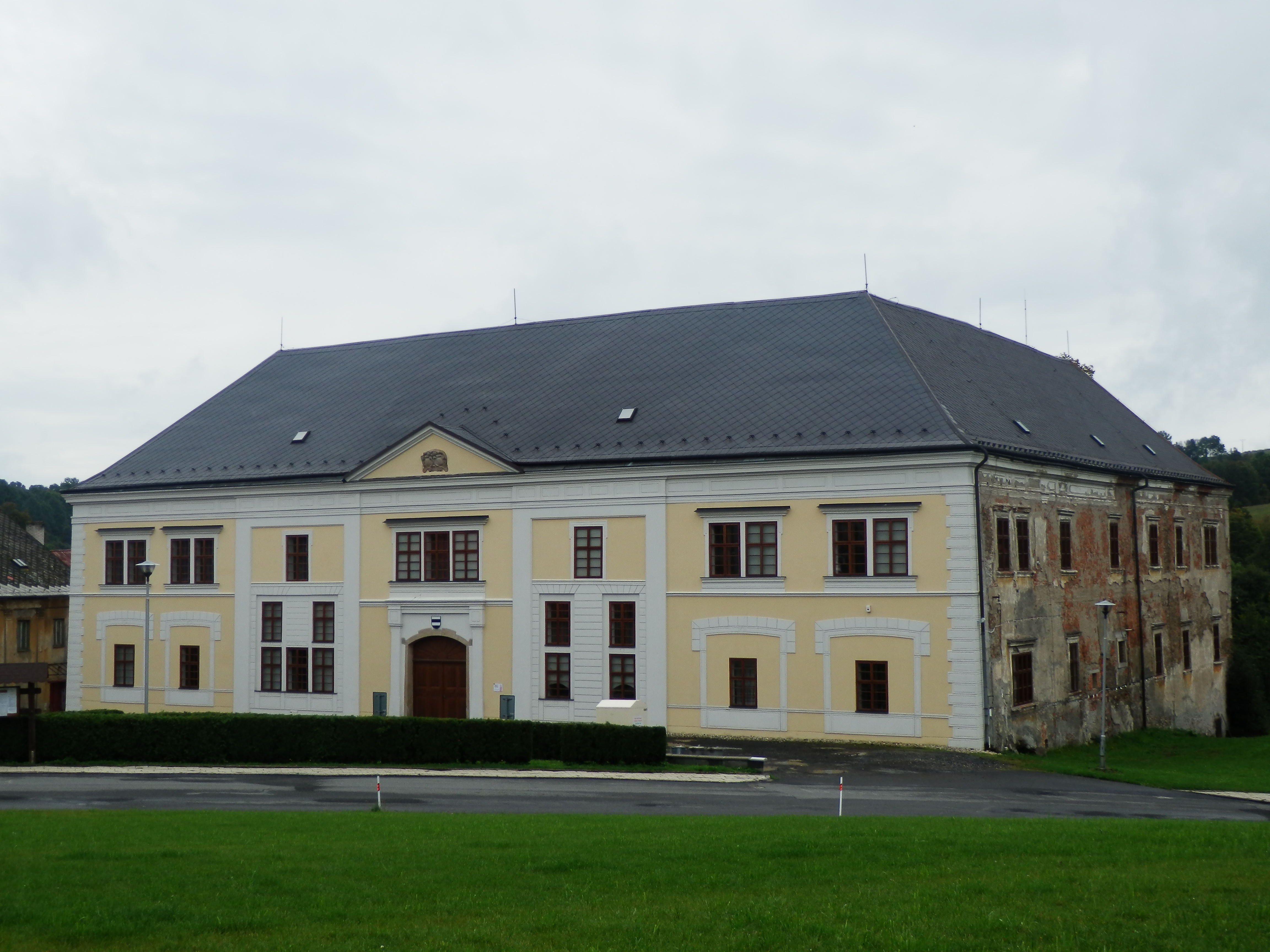
Zámek Potštát, sídlo rodu 1408–1623

Pravděpodobný předek rodu Jenec ze Šumberka se připomíná v roce 1281, prokazatelný původ lze doložit až v souvislosti se zmínkou o tvrzi v Prusinovicích z roku 1349. Dle genealogie první předek rodu Sezema z Prusinovic  žil od roku 1280 do roku 1350. Jeho syn Tas z Prusinovic koupil v roce 1408 panství Potštát a od té doby se jeho potomci psali jako Podstatští z Prusinovic. Prokop Podstatský prodal Prusinovice v roce 1464, ale další členové rod získávali řadu dalších statků na Moravě (Bouzov, Ivanovice na Hané, Malenovice) a dostali se i k zemským úřadům – Jetřich starší byl v letech 1573–1578 moravským nejvyšším zemským písařem. Hlavní rodové sídlo v Potštátě prošlo v 16. století přestavbou z tvrze na renesanční zámek.[zdroj?]
Zatímco Jan Felix Podstatský v pobělohorských konfiskacích ztratil Potštát (1623), jeho bratranec Kryštof Karel (†1645) naopak na konfiskacích profitoval, získal například Otrokovice a Zlín, v letech 1625–1628 byl na Moravě nejvyšším dvorským sudím a v roce 1627 byl povýšen do panského stavu. Jeho tři synové založili tři hlavní rodové větve, linie Podstatský-Lichtenštejn a Podstatský-Thonsern žijí dodnes. Z potomstva nejmladšího syna Kryštofa Karla II. pocházel Jan Nepomuk (1707–1758), císařský rada a moravský zemský soudce, který byl v roce 1744 povýšen do hraběcího stavu. Vlastnil Hustopeče nad Bečvou, zemřel ale bez mužského potomstva.[zdroj?]

## Větev Podstatský-Lichtenštejn

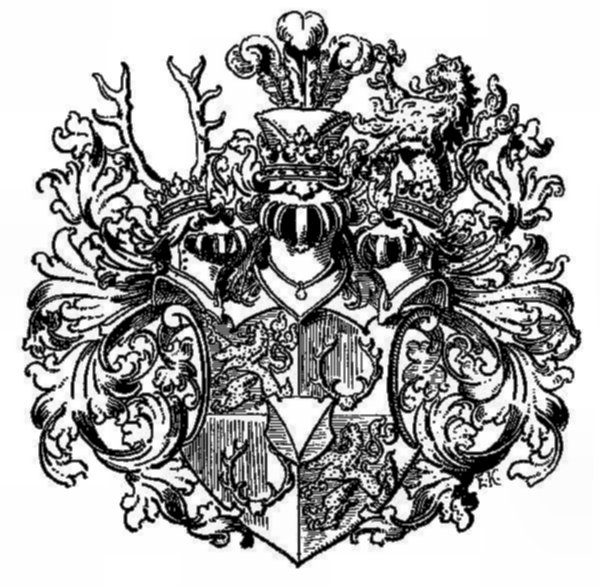
Alianční erb rodu Podstatský-Lichtenštejn

Na počátku současné linie hrabat Podstatských-Lichtenštejnů stál Jiří Valerián († 1688), moravský zemský sudí, majitel Veselíčka a Bartošovic, který rodový majetek rozšířil v roce 1677 přikoupením Slavkova u Opavy. Jeho syn František Dominik (1650? – 1721) zastával vysoké úřady na Moravě (nejvyšší sudí 1702–1714, nejvyšší komorník 1714–1721) a v roce 1707 byl povýšen na hraběte. Jeho syn František Valerián (1678–1741) se oženil s Marií Terezií z Lichtensteinu-Castelcorna (1693–1748), z tohoto sňatku později vzešel alianční rod Podstatský-Lichtenštejn. Významný moravský osvícenec, diplomat a politik Alois Arnošt Podstatský (1723–1793), převzal na základě předchozích dědických dohod jméno a erb vymřelých Lichtenstein-Castelcornů, jeho syn Leopold I. (1763–1813) v roce 1796 získal i lichtenštejnský majetek (Telč). Od roku 1762 nese tato linie jméno Podstatský-Lichtenštejn, respektive hrabě Podstatský z Lichtenštejna a Kastelkornu, svobodný pán z Prusinovic.[zdroj?]
Teprve ziskem Telče se Podstatští zařadili mezi významnou šlechtu Habsburské monarchie, což kromě rozsáhlého pozemkového vlastnictví dokládají i jejich aktivity v politice a kultuře. Leopold I. proslul jako mecenáš a lidumil, jeho syn Leopold III. propagoval především hudbu a ve Vídni obdržel čestný titul hrabě dvorské hudby (Hofmusikgraf). Společenský vzestup rodu dokazuje i výběr nevěst z předních šlechtických rodin (Clary-Aldringenů, Paarů, Nosticů, Lobkoviců ad.). Leopold IV. (1903–1979) se přihlásil k německé národnosti a jeho majetek (Telč, Veselíčko) byl v roce 1945 zestátněn. Jeho syn Jiří Kryštof (* 1932) sice v roce 1990 získal československé občanství, ale jeho dlouholetý boj o restituci majetku byl neúspěšný. Leopoldův mladší bratr Alois (1905–1982) vyženil s Josefínou Harrachovou (1905–2000) velkostatek Velké Meziříčí. Ti se naopak hlásili k české národnosti a majetek jim byl po roce 1989 vrácen. Současným správcem Velkého Meziříčí je jejich syn Jan Nepomuk Podstatzky-Lichtenstein (* 1937).[zdroj?]

## Větev Podstatský-Thonsern

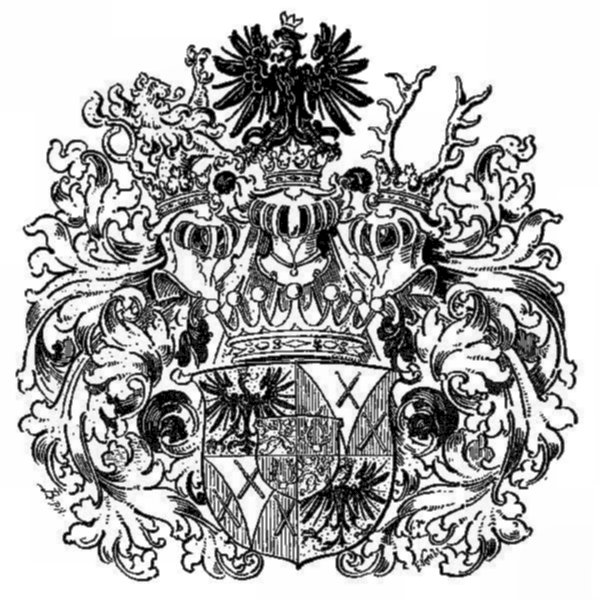
Alianční erb rodu Podstatský-Thonsern

Prapředkem větve Podstatský-Thonsern byl Ladislav rytíř Podstatský z Prusinovic († 1670), ženatý s Eleonorou Veronikou Ledenickou z Ledenic. Jeho potomci vlastnili na přelomu 17. a 18. století statek Hovězí, ale až díky dědictví po vymřelém rodu Thonsernů nabyli určitého významu. Panství Litenčice na Kroměřížsku zdědil v roce 1778 František Maxmilián Jan rytíř Podstatský z Prusinovic (1732–1787), přičemž v roce 1779 byl spolu s přijetím jména Thonsern povýšen mezi svobodné pány (Podstatský z Prusinovic, svobodný pán z Thonsernu). Diplom o povýšení však obdržel až jeho syn Vilém František (1781–1833) v roce 1804. Jeho vnuk Theodor (1844–1910) byl dlouholetým poslancem Moravského zemského sněmu a jeho potomkům patří zámek Litenčice dodnes.

## Přehled rodového majetku
- Bartošovice (1616–1768)
- Bouzov (1547–1583)
- Hustopeče nad Bečvou (1693–1773)
- Lešná (1693–1740)
- Litenčice (1778–1948 a od 1993)
- Potštát (1408–1623)
- Prusinovice (1349–1464)
- Telč (1762–1945)
- Roštejn (1762–1945)
- Slavkov u Opavy (1677–1898)

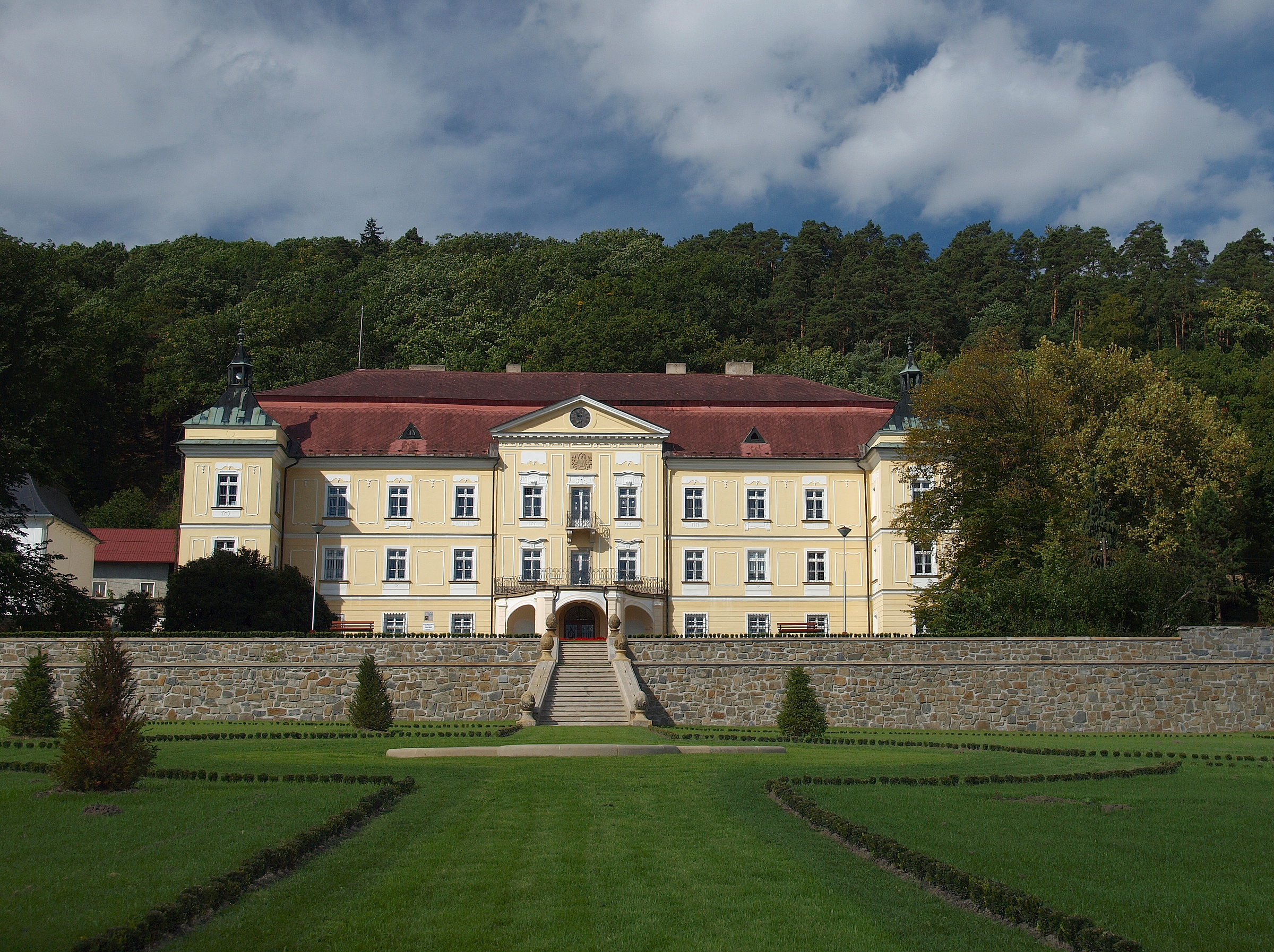
Zámek Veselíčko, jedno z rodových sídel v 16.–20. století

- Stará Ves nad Ondřejnicí (1623–1904)
- Velké Meziříčí (1937–1948 a od 1992)
- Veselíčko (1573–1945)

## Osobnosti rodu

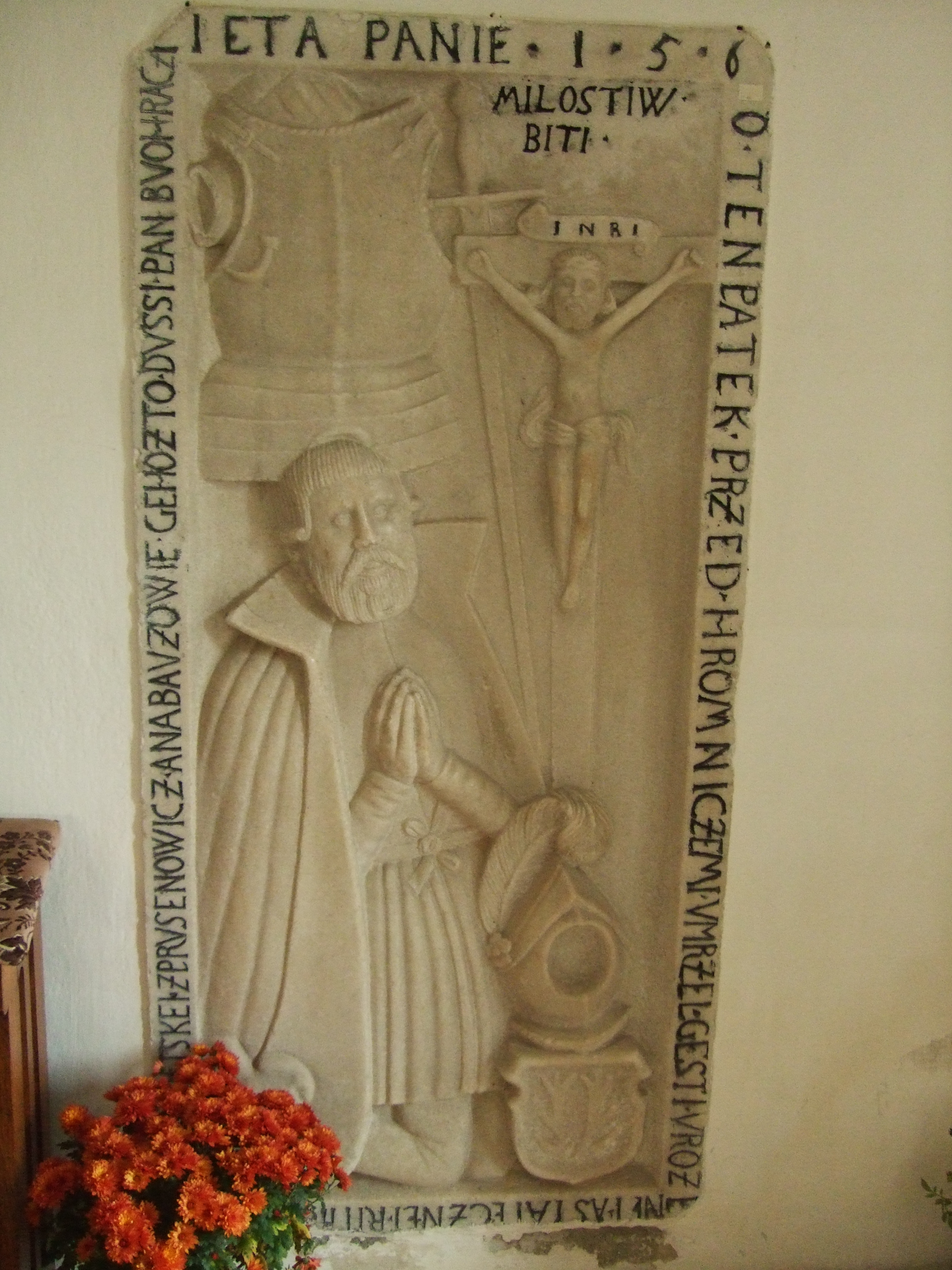
Prokop Podstatský z Prusinovic († 1560), náhrobní deska v kostele v Lošticích

- Jetřich († 1578), nejvyšší písař na Moravě
- Kryštof Karel († 1645), nejvyšší sudí na Moravě
- Rudolf Magnus (1688–1740), spisovatel a spoluzakladatel trinitářského kláštera v Zašové
- František Dominik († 1721), nejvyšší komorník na Moravě
- Leopold Antonín (1717–1776), olomoucký kanovník, děkan olomoucké kapituly, generální vikář olomoucké diecéze, rektor olomoucké univerzity
- Alois Arnošt (1723–1793), rakouský vyslanec v Mnichově, místodržitel ve Štýrsku
- Leopold I. (1763–1813), osvícenec, vlastenec a mecenáš
- František Maxmilián Jan (1732–1787), voják, zakladatel větve Podstatských svobodných pánů z Prusinovic a Thonsernu
- Leopold II. (1801–1848), c. k. komoří, hrabě dvorské hudby
- Gustav Felix (1807–1904), c. k. generálmajor, nejvyšší hofmistr arcivévodkyně Alice Toskánské
- Leopold III. (1840–1902), poslanec Moravského zemského sněmu
- Theodor Podstatský-Thonsern (1844–1910), poslanec Moravského zemského sněmu
- Alois (1905–1982), za druhé světové války podporoval partyzánské hnutí; žil s manželkou hraběnkou Josefou z Harrachu (1905–2000) na zámku ve Velkém Meziříčí
- Theodor Podstatzký-Thonsern (1909–1984), signatář Národnostního prohlášení české a moravské šlechty v září 1939
- Marie Wanda Podstatzká (* 1954), restituentka zámku Litenčice
- Richard Podstatzký Thonsern (* 1978),[3] předseda Komory soukromých lesů, je ženatý a má tři děti. Z rodu Podstatzký Thonsern je pouze po matce Marii Wandě (* 1954), jeho otcem je Josef Bača (* 1956).

## Erb
V původním znaku nosili na červeném štítě parohy jelena či daňka, s povýšením do panského stavu v roce 1627 byl do erbu přidán zlatý lev v modrém poli. Po přijetí jména vymřelého rodu Lichtenštejn-Kastelkornů obdrželi srdeční štítek se stříbrným klínem v modrém poli.[zdroj?]